# Instituto Aragonés de Estadística
El Instituto Aragonés de Estadística (IAEST) es un servicio adscrito al Departamento de Economía y Empleo del Gobierno de Aragón. Su objeto principal es la elaboración y difusión de las estadísticas relativas a Aragón.

## Creación
Fue creado por el decreto 208/1993, de 7 de diciembre, de la Diputación General de Aragón, «como órgano de información estadística, adscrito al Departamento de Economía
y Hacienda» de la misma. Posteriormente, en 1997, fue convertido en servicio, bajo dependencia directa del consejero de Economía, Hacienda y Fomento.

## Localización
Desde julio de 2012 su sede se encuentra en la calle Dr. Bernardo Ramazzini de Zaragoza.